# سفارة سلطنة بروناي لدى السعودية
سفارة سلطنة بروناي لدى السعودية هي الممثلية الدبلوماسية العليا لسلطنة بروناي لدى المملكة العربية السعودية. تقع السفارة في حي الورود في الرياض.